# Polygynie im Islam
Polygynie (arabisch تعدد الزوجات, DMG taʿaddud az-zauǧāt) wird im Islam von den meisten Gelehrten als zulässig betrachtet. Nach der klassischen islamischen Jurisprudenz ist es einem muslimischen Mann gestattet, mit bis zu vier Frauen gleichzeitig verheiratet zu sein. Diese Regelung gilt als Einschränkung gegenüber den Eheregeln in der vorislamischen Gesellschaft auf der Arabischen Halbinsel, in der die Anzahl an Ehefrauen in einer polygynen Ehe unbegrenzt war. Durch die Offenbarung des Koranverses von Sure 4:3 wurde nach klassischer Koranauslegung die Anzahl der Ehefrauen auf vier beschränkt und die Erlaubnis zur Polygynie an die Bedingung von Gleichbehandlung (ʿadl) geknüpft. In den vormodernen Korankommentaren wurde die Frage der Polygynie selten behandelt. Erst in der Moderne wurde das Thema im Islam kritisch betrachtet. Moderne Korankommentatoren versuchten, die relevanten Koranverse neu zu interpretieren sowie deren Anwendungsbereich stark einzuschränken oder die Polygynie gesetzlich zu verbieten.
Aus feministischer Sicht wird die Polygynie im Islam in ihrem traditionellen Verständnis als eines der Merkmale der patriarchalischen Gesellschaft betrachtet. Deshalb betonen Feministen die Notwendigkeit, die Legitimation der Polygynie einzuschränken oder sie vollständig abzuschaffen. Solche Reformversuche führten in einigen Ländern zu Einschränkungen dieser Praxis; in der Türkei und Tunesien ist sie sogar gesetzlich verboten. Die Gegner der Polygynie stützten ihre Argumentation darauf, dass theologische, rechtstheoretische, koranische, gesellschaftliche sowie frauenrechtliche Gründe gegen diese Praxis sprechen. Auch religiöse Autoritäten wie der Schaich al-Azhar äußerten aufgrund wiederholter gesellschaftlicher Probleme sowie Rechtsreformversuche ihre Position zu diesem kontroversen Thema.

## Verbreitung
Nach Benjamin Idriz wurde eine Studie durchgeführt, bei der 671 Ehen zur Zeit Muhammads untersucht wurden. Das Ergebnis der Studie habe gezeigt, dass lediglich 19,2 % dieser Ehen (129) polygam gewesen seien, während es sich bei den restlichen 80,8 % (542) um eine monogame Ehe gehandelt habe.
Die Praxis der Polygamie ist laut den von J. Chamie gesammelten Daten in Ägypten nicht weit verbreitet. 1960 betrug der Anteil der polygamen Ehen nicht mehr als 3,8 %, wobei 92 % davon solche waren, bei denen ein Mann mit zwei Frauen verheiratet war. Die Mehrheit der zweiten Ehefrauen war entweder geschieden oder verwitwet.

## Situation bei den vorislamischen Arabern
Auf eine Anfrage bezüglich der Polygamie auf der arabischen Halbinsel in vorislamischer Zeit erteilte Muhammad ʿAbduh (gest. 1905), der Großmufti von Ägypten (1899–1905), eine Fatwa, die später von seinem Schüler Raschīd Ridā (gest. 1935) in der Zeitschrift al-Manār veröffentlicht wurde. Dort betonte Abduh, dass die Polygynie keine Besonderheit des Altarabiens, sondern auch in anderen Regionen der Welt verbreitet gewesen sei. Ein Mann habe damals eine unbegrenzte Zahl Frauen heiraten können. Hierbei stützte er sich auf islamische Überlieferungen, die davon berichten, dass manche Araber, die zum Islam übertraten, acht oder zehn Ehefrauen gehabt hatten, woraufhin der Prophet Mohammed ihnen befohlen haben soll, nur vier Ehefrauen davon zu behalten und sich von den restlichen Frauen zu trennen. Auch nach Auffassung von George Sale (gest. 1736) war Polygynie in Altarabien verbreitet und wurde nicht als unmoralisch betrachtet.

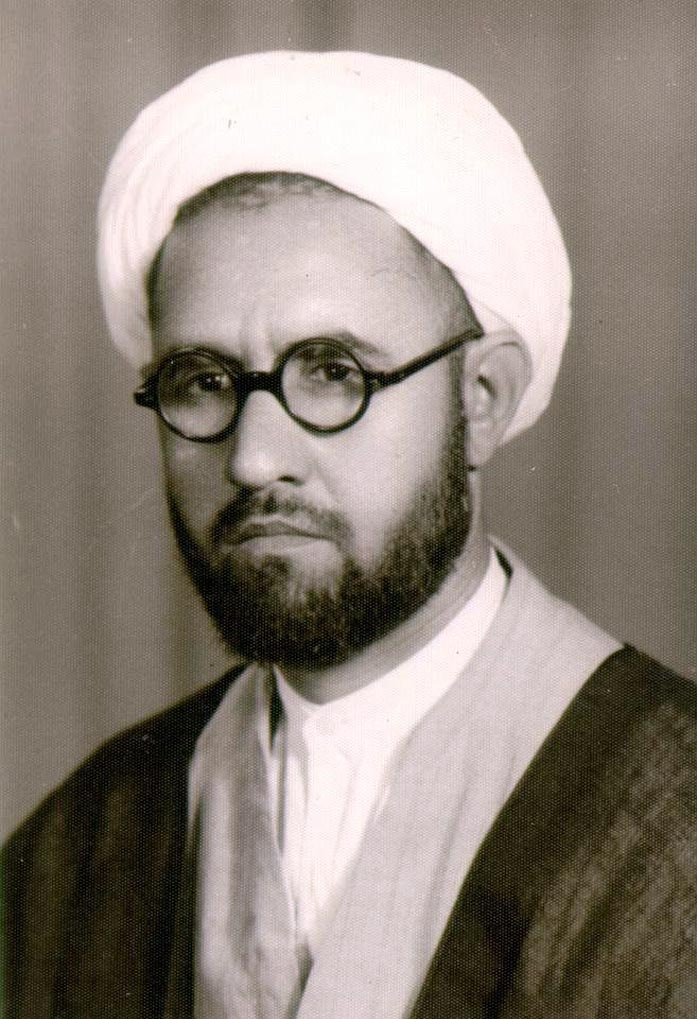
Morteza Motahhari

Auch der iranische Gelehrte Morteza Motahhari (gest. 1979) betont, dass die Polygynie bereits vor dem Islam praktiziert worden sei. Es könne gesellschaftliche Probleme geben, die nur durch Polygynie gelöst werden können, weshalb sie durch den Islam nicht abgeschafft, sondern reformiert worden sei. Diese Reform besteht nach seiner Ansicht darin, dass im Islam die Höchstanzahl der möglichen Ehefrauen auf vier beschränkt ist, im Vergleich zu unbeschränkter Anzahl in vorislamischer Zeit. Motahhari sieht in der Aufforderung nach gerechter Behandlung der Ehefrauen sowie der Kinder eine Verbesserung des Polygynie-Brauches. Dadurch hätten Ehefrauen sowie ihre Kinder die gleichen Rechte wie alle anderen, was z. B. im Sassanidenreich nicht der Fall gewesen sei.

## Die Auslegung von Sure 4:3
Koranische Grundlage für die islamische Erlaubnis, mit bis zu vier Frauen gleichzeitig verheiratet zu sein, ist Sure 4:3, ein Koranvers, der Kathrin Klausing zufolge zusammen mit den Versen 2–10 den Umgang mit Waisen und ihre materielle Versorgung regelt. Diesen Vers übersetzte Rudi Paret (gest. 1983) folgendermaßen:

«وَإِنۡ خِفۡتُمۡ أَلَّا تُقۡسِطُوا۟ فِی ٱلۡيَتَٰمَىٰ فَٱنكِحُوا۟ مَا طَابَ لَكُم مِّنَ ٱلنِّسَآءِ مَثۡنَىٰ وَثُلَٰثَ وَرُبَٰعَۖ فَإِنۡ خِفۡتُمۡ أَلَّا تَعۡدِلُوا۟ فَوَٰحِدَةً أَوۡ مَا مَلَكَتۡ أَيۡمَٰنُكُمۡۚ ذَٰلِكَ أَدۡنَىٰۤ أَلَّا تَعُولُوا۟»

„wa-in ḫiftum allā tuqsiṭū fi l-yatāmā fa-nkiḥū mā ṭāba lakum mina n-nisāʾi maṯnā wa-ṯulāṯa wa-rubāʿa fa-in ḫiftum allā taʿdilū fa-wāḥidatan au mā malakat aimānukum ḏālika adnā allā taʿūlū“

„Und wenn ihr fürchtet, in Sachen der (eurer Obhut anvertrauten weiblichen) Waisen nicht recht zu tun, dann heiratet, was euch an Frauen gut ansteht, zwei, drei oder vier. Wenn ihr aber fürchtet, (so viele) nicht gerecht zu (be)handeln, dann (nur) eine, oder was ihr (an Sklavinnen) besitzt! So könnt ihr am ehesten vermeiden, unrecht zu tun.“

### Offenbarungsanlass
Es werden unterschiedliche Offenbarungsanlässe für diesen Koranvers überliefert, aus denen sich Argumente sowohl für als auch gegen die Polygamie ableiten lassen. Bei ʿAlī ibn Ahmad al-Wāhidī (gest. 1075) wird von der Situation berichtet, dass sich eine weibliche Waise, welche Vermögen besaß, in der Obhut eines Mannes befand, der sie nicht heiraten ließ, damit sie bzw. ihr Vermögen in seiner Obhut blieb. In einer anderen Überlieferung wird von Männern gesprochen, die den Waisen gegenüber gerecht waren, besonders beim Umgang mit ihren Geldern, aber so viele Frauen heirateten, wie sie wollten. Diese Umstände sollen zur Offenbarung dieses Koranverses geführt haben, damit solche Männer ihre Ehefrauen gerecht behandeln, so wie sie dies mit den sich unter ihrer Obhut befindlichen Waisen taten. Sie sollten auch nicht mehr heiraten, wenn sie nicht in der Lage waren, eine solche gerechte Behandlung zu gewährleisten.
In seinem Korankommentar führt at-Tabarī (gest. 923) andere Offenbarungsanlässe an. Es habe zum Beispiel Männer gegeben, die Waisen, welche unter ihrer Obhut stand, heiraten wollten, ihnen aber überhaupt keine bzw. eine zu geringe Brautgabe geben wollten. So sei dieser Vers offenbart worden, um dies zu verbieten. Laut einer anderen Überlieferung gab es unter den Arabern damals Männer, die bis zu zehn Frauen heirateten. Solche Männer sollen, wenn sie noch weitere Frauen heiraten wollten, das dafür nötige Geld aber nicht besaßen, auf das Vermögen der sich in ihrer Obhut befindlichen Waisen zurückgegriffen. Ihnen sei mit der Offenbarung dieses Verses verboten worden, mehr als vier Frauen zu heiraten, um das Vermögen der Waisen zu schützen.

### Vormoderne Auslegung
Die Polygynie wurde in den vormodernen Korankommentaren selten ausführlich behandelt oder gerechtfertigt. Traditionelle Koranexegeten betrachteten die Begrenzung der Anzahl legitimer Ehefrauen auf vier in diesem Vers als eine Einschränkung gegenüber den Praktiken vor dem Islam. Das Thema, welches hingegen umfangreich von vormodernen Koranexegeten diskutiert wurde, war der Schutz der Waisen, für den es einige Überlieferungen gibt, die als Offenbarungsanlässe angesehen werden und als Grundlage der vormodernen Auslegung dienten. Zudem wird in diesem Koranvers eine weitere Alternative neben der zur Ehe mit Waisen angesprochen, nämlich die sexuelle Beziehung zu weiblichen Sklavinnen im eigenen Besitz, die als legitim galt. Auf diese Beziehung gingen vormoderne Koranexegeten kurz ein. In ihrer Untersuchung stellt Klausing fest, dass dieser Vers bei einigen Korankommentaren in zwei Teile aufgeteilt wird, die separat ausgelegt werden, als hätten sie inhaltlich nichts miteinander zu tun. Traditionelle Koranexegeten berücksichtigten den historischen Kontext des Koranverses, denn nach einem Hadith, der auf Aischa bint Abi Bakr (gest. 978) zurückgeführt wird, wurde Sure 4 nach der Uhud-Niederlage offenbar, um die Waisen in dieser prekären Situation zu schützen.

#### Die Auslegung von Muqātil ibn Sulaimān
Muqātil ibn Sulaimān (gest. 767) stützte seine Auslegung des ersten Versteils auf die überlieferten Offenbarungsanlässe. Im zweiten Teil geht nach seiner Auslegung um die gerechte Behandlung der Ehefrauen in einer polygynen Ehe. Seiner Deutung nach sollen Männer, welche nicht gerecht gegenüber den sich in ihrer Obhut befindenden Waisen sein können, oder dies fürchten, an Frauen heiraten, was ihnen erlaubt ist, also zwei, drei oder vier. Falls sie doch fürchten zwischen den Ehefrauen nicht gerecht zu sein, sollen sie nur eine einzige Frau heiraten. Wenn die Furcht bestehe, sogar gegenüber dieser einen Ehefrau nicht gerecht zu sein, sollen sich Männer mit ihren eigenen Sklavinnen begnügen.

#### Die Auslegung az-Zamachscharīs
Az-Zamachscharī (gest. 1144) bezog den Vers zunächst auf Waisen, die unter der Obhut von Männern, die fürchten, deren Vermögen zu missbrauchen oder ihnen gegenüber nicht gerecht zu sein. Aufgrund dieser Furcht sollen seiner Auffassung nach Männer es vermeiden, weibliche Waisen überhaupt unter ihre Obhut zu nehmen. Gleichzeitig seien solche Männer mit bis zu zehn Frauen verheiratet gewesen, die sie aber nicht gerecht behandelt hätten, wie sie dies gegenüber den Waisen gewesen seien. Der Vers sei eine Anweisung für diese Situation, um solche Männer zu ermahnen, die Anzahl der Ehefrauen auf vier zu beschränken, denn die ungerechte Behandlung der Ehefrauen sei genauso eine Sünde wie die der Waisen. Ein anderer Anlass sei gewesen, dass manche Männer Zinā begangen hätten, aber die Vormundschaft über Waisen aus Furcht davor vermieden hätten, ihnen gegenüber nicht gerecht zu sein. Mit der Offenbarung des Verses sollten solche Männer aufgefordert werden, Zinā zu meiden und zu heiraten, was ihnen erlaubt ist. Schließlich bezog sich az-Zamachscharī zufolge der Vers auf die Situation, dass ein Mann weibliche Waisen, die unter seiner Obhut standen, nur wegen ihres Vermögens heiratete. Da sie aber als Waisen, so die zitierte Überlieferung, niemanden auf ihrer Seite hatten, der ihre Rechte schützen und verteidigen würde, bestand die Gefahr, dass sie ungerecht behandelt werden. In diesem Fall sollten Männer, die heiraten wollen, andere Frauen als die Waisen heiraten. Für az-Zamachscharī spielt die gerechte Behandlung eine zentrale Rolle bei der Polygynie, die unterlassen werden soll, wenn der Mann fürchtet, nicht gerecht sein zu können. Auch bei einer Ehe mit einer einzigen Frau solle diese Bedingung erfüllt sein, anderenfalls solle sich der Mann auf sexuelle Beziehungen mit den weiblichen Sklavinnen in seinem Besitz beschränken.

#### Die Auslegung ar-Rāzīs
In seinem Korankommentar zitiert Fachr ad-Dīn ar-Rāzī (gest. 1209) exegetische Hadithe zum ersten Versabschnitt, in dem es sich hauptsächlich um den Umgang mit Waisen handelt. Unter dem zweiten Versteil beginnend mit „dann heiratet“ geht er auf Deutungen anderer Exegeten ein. Laut ihm hatten die Zahiriten gelehrt, dass die Heirat – basierend auf diesem Koranvers – geboten (wāǧib) ist. Gegen diese Lehre habe asch-Schāfiʿī (gest. 820) argumentiert und sich dabei auf Sure 4:25  berufen. In diesem Vers sei sogar denjenigen, welche die notwendigen finanziellen Mittel zur Heirat einer gläubigen Frau nicht besitzen, nicht empfohlen (mandūb) zu heiraten. Daher, so asch-Schāfiʿī, sei es kein religiöses Gebot, zu heiraten.
Ein anderes Problem, das ar-Rāzī behandelt, ist die Frage, wem es erlaubt ist, an Frauen zu heiraten, was ihm gut scheint. Ihm zufolge waren einige Rechtsgelehrte (Fuqahāʾ) der Meinung, dass dieser Vers nur für freie Muslime (aḥrār) gilt. Eine andere Ansicht soll Mālik ibn Anas (gest. 795) vertreten haben, nämlich dass auch Sklaven erlaubt sei, bis zu vier Frauen zu heiraten. Ar-Rāzī gibt das Argument asch-Schafiʿīs wieder, weshalb der Koranvers nur für freie Muslime gelten soll. Nach ihm ist der letzte Versabschnitt entscheidend, wo es heißt: „Wenn ihr aber fürchtet, (so viele) nicht gerecht zu (be)handeln, dann (nur) eine, oder was ihr (an Sklavinnen) besitzt!“. Seiner Ansicht nach können hier nur Muslime angesprochen sein, die über Sklavinnen verfügen können. Das seien also freie Muslime. Infolgedessen sei die Polygynie nur für freie Muslime zulässig.
In Bezug auf die Anzahl an Ehefrauen, die geheiratet werden dürfen, diskutiert ar-Rāzī die as-Suddī (gest. 745) zugeschriebene Ansicht, dass die Aussage „heiratet, was euch an Frauen gut ansteht/scheint“ ein Beweis dafür sei, dass die Anzahl der Ehefrauen unbegrenzt bzw. auf neun oder achtzehn beschränkt sei. Ar-Rāzī wies diese Ansicht zurück und meinte, dass ein Konsens darüber herrsche, dass ein Mann nur bis zu vier Ehefrauen heiraten dürfe.
Ar-Rāzī erläutert, dass die Vielehe von gerechter Behandlung der Ehefrauen hänge. Wenn die Furcht bestehe, ihnen gegenüber nicht gerecht sein zu können, sollte man auf die Vielehe verzichten und nur eine Frau behalten bzw. heiraten oder sich auf Sklavinnen in seinem eigenen Besitz beschränken.
Nach ihm bedeutet das Verb taʿūlū in der Aussage ḏālika adnā allā taʿūlū bei den meisten Koranexegeten: Unrechttun (ǧawr). Manche hätten jedoch die Meinung vertreten, dass hier ʾallā taʿūlū „nicht bedürftig werden (ʾallā taftaqirū)“ bedeute. Man könne also durch die Beachtung dieser Regeln vermeiden, bedürftig zu werden. Eine andere Deutung, die asch-Schafiʿī zugeschrieben wird, besagt, dass ʾallā taʿūlū „damit sich ihre Kinder bzw. Personen im eigenen Haushalt nicht vermehren“ bedeutet. Dies führe dazu, dass die Versorgung nicht gewährleistet werden könne, was unrecht sei.

#### Die Auslegung von Ibn ʿAdschība
Ahmad ibn ʿAdschība (gest. 1809), in dessen Korankommentar zwei Methoden zur Anwendung kommen, nämlich „die wörtliche Auslegung (al-ʿibāra) der Exoteriker“ und „die metaphorische Methode (al-išāra) der Esoteriker“, welche nicht für eine allgemeine Leserschaft gedacht ist, geht zunächst im ʿIbāra-Abschnitt zu diesem Koranvers auf den Zusammenhang zwischen Polygamie und dem Schutz der Waisen ein. Der Vers richtet sich nach ihn an diejenigen Männer, die mit so vielen Frauen verheiratet sind, dass ihr eigenes Geld nicht mehr ausreicht und sie sich das Vermögen aneignen, das Waisen gehört, die unter ihrer Obhut stehen. Solche Männer, so Ibn ʿAdschības Deutung, sollen andere Frauen als die Waisen heiraten, damit die Waisen bzw. ihr Vermögen geschützt bleiben.
Im Ischāra-Abschnitt zu diesem Koranvers bringt Ibn ʿAdschība eine symbolische Deutung vor. Hier erklärt er, dass Gottesfreunde (Auliyāʾ) angesprochen seien, die von „mystischen Stationen (maqāmāt) und Zuständen (aḥwāl) überwältigt wurden“ und sich anderen Bereichen des Wissens nicht genügend widmen könnten. Diese vernachlässigten Wissenschaften seien hier die Waisen, von denen die Rede im Vers sei. Er bezeichnet sie als Waisen der Wissenschaft (yatāma al-ʿulūm). Nach ihm bedeutet der Vers in diesem Sinne, dass man eine durch viele mystische Wegstationen und Zustände entstandene Überforderung vermeiden soll. Denn dies führe zur Ungerechtigkeit zwischen ihnen, weshalb man sich nur einem maqām oder einem ḥāl widmen und diesem gegenüber gerecht sein solle.

### Moderne Auslegung
Moderne Korankommentatoren haben sich mit der Frage der Polygamie und deren Bedingungen mehr befasst. Klausing zufolge wird in modernen Auslegungen dieses Koranverses die monogame Ehe als ideal betrachtet und die Polygamie abgelehnt oder unter Berücksichtigung bestimmter Umstände verteidigt.

#### Die Auslegung von ʿAbduh und Ridā

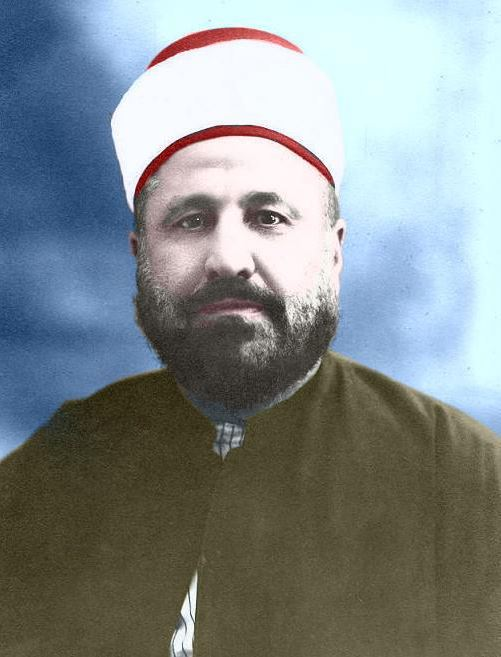
Raschīd Ridā

In ihrem al-Manār-Korankommentar befassen sich Muhammad ʿAbduh und Raschīd Ridā mit der Bedeutung von „Furcht“ in diesem Vers. Nach ihnen entsteht diese Furcht, sobald ein Ehemann an seinem eigenen Gerechtigkeitsvermögen zweifelt. Sie zogen aus derselben Sure noch einen weiteren Vers heran, nämlich den Vers 129, wo es heißt: „Und ihr werdet die Frauen (die ihr zu gleicher Zeit als Ehefrauen habt) nicht (wirklich) gerecht behandeln können.“ Dieser Vers bestätigt für sie die Unmöglichkeit einer gerechten Behandlung aller Ehefrauen. Nach diesem Verständnis ist die Polygamie im Islam sehr eingeschränkt zu praktizieren. Ihre Auslegung beinhaltet auch Kritik an der Polygamie, die zu ihrer Zeit zu vielen Problemen führte. ʿAbduh und Ridā plädierten für eine Eindämmung der Vielehe und forderten eine auf neuen Untersuchungen der gegenwärtigen Umstände basierende Änderung der Gesetzgebung.
ʿAbduh argumentierte, dass im Koran die Monogamie als vorzuziehendes Ideal gilt, und betonte, dass Polygamie durch die Bedingung der gerechten Behandlung aller Ehefrauen erschwert wird. Während ʿAbduh eine ablehnende Haltung gegenüber der Polygamie hatte, führte Ridā eine umfassende Diskussion über die biologischen und sozialen Vorteile der Polygamie an, was dazu führte, dass er die Polygamie verteidigte.
Die modernistische Auslegung ʿAbduhs beeinflusste nach Haifaa A. Jawad den tunesischen Gesetzgeber, der im Jahre 1965 die Polygamie gesetzlich verbot.

#### Die Auslegung al-Madanīs
Für den ägyptischen Gelehrten Muhammad Muhammad al-Madanī (gest. 1968) stellt der Koranvers Sure 4:3 eine Legitimation für Polygamie dar. Es sei ein signifikantes Merkmal, dass die Polygamie nur beiläufig und in einem Kontext, in dem es sich vor allem um den Umgang mit Waisen und ihr Vermögen handelt, erwähnt wird. Zu Beginn erörtert er die Überlieferung von ʿĀ'ischa, die in zahlreichen traditionellen Kommentaren zitiert wird. Ihm zufolge besagt diese Überlieferung, dass die Offenbarung der entsprechenden Verse darauf abgezielt habe, die Ehe eines Mannes mit einer in seiner Obhut befindenden weiblichen Waise zu verbieten, wenn die Furcht vor Ungerechtsein/Unrechttun (ʿadam al-iqsāṭ) bestehe, die sich in dieser Überlieferung ausschließlich auf die Brautgabe beziehe. Das Wort yatāma werde in dieser Überlieferung nur für weibliche Waisen verwendet, während nisāʾ für alle anderen Frauen stehe. Diese Interpretation lehnte er mit der Begründung ab, dass die Formulierung des Verbots im Koranvers nicht eindeutig sei. Er betont dabei auch, dass das Gerechtsein/Rechttun nicht nur auf Morgengabe beschränkt sein könne, schließe auch andere Dinge einschließe. Ebenfalls stehe das Wort yatāma sprachlich, so wie in anderen Koranversen, sowohl für weibliche als auch für männliche Waisen. Eine Beschränkung nur auf weibliche Waisen sei daher nicht richtig. Der Ausdruck an-nisāʾ beziehe sich in diesem Vers sowohl auf weibliche Waisen als auch auf alle anderen Frauen. Zudem sei die Brautgabe im darauffolgenden Vers (Sure 4:4) thematisiert, weshalb eine Beschränkung der Bedeutung von iqsāṭ nur auf Brautgabe ebenfalls nicht richtig sei. Er war der Ansicht, dass solche Wiederholungen in gesetzgebenden Koranversen ungewöhnlich sind und auch keinen Nutzen haben. Al-Madanī bringt einen weiteren Einwand vor, dass selbst wenn diese Auslegung richtig wäre, es dann im zweiten Teil des Verses heißen müsste, dass derjenige, der befürchtet, eine gerechte Brautgabe einer Halbwaisen nicht leisten zu können, ermutigt wird, eine andere Frau zu heiraten, anstatt zwei, drei oder vier, wie es im Vers steht. Aus diesen Gründen lehnte al-Madanī diese Interpretation ab, sowie auch die Überlieferungen, die ʿAbdallāh ibn ʿAbbās (gest. 688), Mudschāhid ibn Dschabr (gest. 722), as-Suddī, und Qatāda ibn Diʿāma (gest. 735) in diesem Zusammenhang zugeschrieben werden.
Al-Madanī beginnt seine Auslegung des Verses mit der Feststellung, dass Frauen in der vorislamischen Zeit im Arabien unterdrückt gewesen seien, z. B. hätten sie keinen Anteil am Erbe gehabt und seien oft finanziell ausgebeutet worden. Allmählich sei Vormündern in frühislamischer Zeit befohlen worden, mit Frauen, Waisen und deren Vermögen gerecht umzugehen, was dazu geführt habe, dass viele Männer eine Obhut grundsätzlich vermieden hätten. Dieser Koranvers sei in diese Situation hinein offenbart worden, um diese Missstände zu korrigieren. Somit sei es erlaubt, solche Waisenkinder in Obhut zu nehmen, solange ein gerechter Umgang mit ihnen und deren Vermögen gewährleistet werden könne. Al-Madanī betont, dass der Vormund angehalten sei, gerecht in allem zu handeln, dazu gehöre auch die Aufsicht über die Angelegenheiten der Waisen. Dies erfordere regelmäßige Besuche bei ihnen, was wiederum zu wiederholten Begegnungen des Vormunds mit den Waisenmädchen und der verwitweten Mutter führen könne. Dies könne folglich Vormünder sexuell in Wallung versetzen. Daher sei es dem Vormund erlaubt worden, weitere Frauen (bis vier) zu heiraten, um solche unangenehmen Situationen zu vermeiden und ihm zu ermöglichen, seine Aufgaben als Vormund angemessen zu erfüllen.
Nach al-Madanī ist die Erlaubnis zur Polygamie im Koranvers 4:3 mit der Furcht vor Ungerechtigkeit gegenüber den Waisen verknüpft, bedeutet aber nicht, dass die Polygamie nur in diesem Fall zulässig ist. Denn die Praxis zur Zeit des Propheten sei dieser Bedingung nicht immer unterworfen gewesen. Vielmehr diene diese Verknüpfung als Beispiel für die allgemeine Rechtfertigung der Polygamie. In diesem Sinne könne einem Mann Polygamie erlaubt werden, wenn seine Frau beispielsweise krank sei und den ehelichen Beischlaf nicht vollziehen könne, oder wenn durch Krieg die Zahl der Frauen in einer Gesellschaft die der Männer übersteige. Daraus schließt er, dass die Polygamie eine Lösung für bestimmte gesellschaftliche Probleme darstellt und unter bestimmten Bedingungen – vor allem Gerechtigkeit – erlaubt sein kann. Abschließend schlägt al-Madanī vor, ein juristisches Gremium zu bilden, welches dafür verantwortlich ist, vor der Schließung einer polygamen Ehe sicherzustellen, dass die Bedingungen dafür erfüllt sind.

#### Die Auslegung Ibn ʿĀschūrs

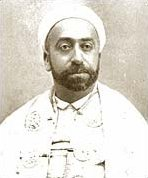
Ibn ʿĀschūr

Für den tunesischen Gelehrten Muhammad at-Tāhir ibn ʿĀschūr (gest. 1973) besteht ein Bezug zwischen Vers 4:3 und dem vorhergehenden Vers Sure 4:2  durch das Wort yatāmā (weibliche Waisen), welches zeige, dass die Rede weiter um sie gehe. Er habe den Versteil über die Polygynie in Sure 4:3 als eine zusätzliche Bedingung betrachtet, die im Zusammenhang mit der Furcht vor ungerechter Behandlung gegenüber weiblichen Waisen stehe. Dieser Aspekt sei den früheren Gelehrten nicht bekannt gewesen. Diese Verbindung zwischen der Furcht vor ungerechter Behandlung der weiblichen Waisen und der Zulässigkeit der Polygynie ist nach Ibn ʿĀschūrs Ansicht unerlässlich, da anderenfalls die Bedingung im Vers sinnlos wäre.
Ibn ʿĀschūr argumentierte ebenfalls, dass die Muslime zur damaligen Zeit Schwierigkeiten gehabt hätten, den Vers 4:3 bezüglich der Heirat mit weiblichen Waisen zu verstehen. Deshalb sollen sie den Propheten nach Erläuterungen gefragt haben. Als Antwort darauf sei der Vers Sure 4:127  herabgesandt worden. Der zweite Versteil über die Furcht vor Ungerechtigkeit war für Ibn ʿĀschūr bei der Auslegung sehr bedeutend, denn dieser erläutert ihm zufolge den gesamten Kontext des Verses, der auf Gerechtigkeit gegenüber allen Ehefrauen abzielt. Dies würde letztendlich dazu führen, dass ein Mann nur eine Frau heiratet. Trotzdem zeigte Ibn ʿĀschūr keine komplette Ablehnung der Polygynie. In seinem Korankommentar nannte er die Vorteile dieser Praxis und betonte dabei, dass die Polygynie unter anderem dazu beitragen könne, die Zahl der Muslime zu vermehren und den Schutz der Frauen zu gewährleisten.

#### Die Auslegung Schahrūrs
Der syrische Intellektuelle Muhammad Schahrūr (gest. 2019) nahm hinsichtlich der Auslegung von Sure 4:3 im Vergleich zu konservativen und modernistischen Interpreten eine mittlere Position ein. Er vertrat die Ansicht, dass es einen kausalen Zusammenhang zwischen Polygamie und dem Thema der Halbwaisen in Sure 4 gibt. Deshalb müsse in Sure 4 der Vers 3 zusammen mit den Versen 1–2 sowie 6 gelesen und interpretiert werden. Für Schahrūr ist Sure 4:3 einer der ḥudūdīya-Verse, das heißt der Verse, die Rechtsgrenzen betreffen. In diesem Vers sei die Unter- und Obergrenze genannt, „zwischen denen sich mögliche Rechtsentscheidungen bewegen können.“ Ihm zufolge beschränkt sich die Anzahl an Ehefrauen quantitativ auf vier. Zudem definiert dieser Vers für die Frau, die ein Mann als zweite, dritte oder vierte Frau heiraten darf, noch eine qualitative Voraussetzung. Schahrūrs Auslegung zufolge müssen diese Frauen nämlich Mütter von Halbwaisen sein. Schahrūr legte das Wort an-nisāʾ in diesem Vers als ummahāt al-yatāma („Mütter von [Halb-] Waisen“) aus. Dieser neuen Interpretation zufolge ist es einem Mann also nur erlaubt, eine zweite, dritte oder vierte Frau zu heiraten, wenn diese Mutter von Halbwaisen ist.
Die im Vers genannte Furcht vor ungerechter Behandlung interpretiere Schahrūr anders als die meisten Korankommentatoren. Er war der Auffassung, dass hier von der gerechten Behandlung der eigenen Kinder und der Halbwaisen die Rede ist. Demzufolge ist das unparteiische Verhalten gegenüber allen Ehefrauen, welches nach Sure 4:129 unmöglich zu schaffen sei, nicht die Voraussetzung für Polygamie, sondern die Befürchtung ungerechter Behandlung der (Halb-)Waisen. Für Schahrūr steht das Wort wāḥida („eine“) in diesem Vers für die zweite Frau, die ein Mann heiraten soll, wenn er fürchtet, gegenüber allen Ehefrauen und Kindern nicht gerecht sein zu können. Diese zweite Frau, die in der Koranaussage als eine zum Ausdruck gebracht wurde, muss eine Witwe mit Kindern sein, so Schahrūr.
Das Ziel der Polygamie ist nach Schahrūrs Auffassung, das soziale Problem der Waisen zu lösen. Es sei daher eine Aufgabe in jeder Gesellschaft, festzustellen, ob die koranischen Bedingungen erfüllt sind oder nicht, und dementsprechend die Polygamie für zulässig bzw. unzulässig zu erklären. Nach Schahrūrs Ansicht findet die Polygamie zwar ihre Grundlage im Koran, jedoch bedarf ihre Zulässigkeit der Zustimmung der Gesellschaft.

## Polygyniedebatte und Rechtsreformen in Ägypten

### Frühe Reformversuche
Nach Marcotte war Muhammad ʿAbduh einer der ersten islamischen Reformer, der das Thema der Polygamie kritisch behandelte. 1881 schrieb ʿAbduh einen Artikel über die Polygamie in al-Waqāʾiʿ al-Miṣrīya, der offiziellen staatlichen Zeitung in Ägypten. Er nannte darin die Fähigkeit eines Mannes, gegenüber allen Ehefrauen gerecht zu sein, als Voraussetzung für die Polygamie, die hinfällig werde, sobald seine Fähigkeit dazu infrage gestellt sei. Er schilderte familiäre Probleme, die häufig durch polygame Ehen entstehen. Dabei führte er Beispiele für solche Probleme an, die ihm zufolge damals weit verbreitet waren (wie z. B. Eifersucht zwischen Ehefrauen sowie Feindseligkeiten unter den Geschwistern) und häufig zur Scheidung führten, was wiederum weitere sozialen Probleme verursachte. Seiner Beobachtung nach war die Befriedigung des sexuellen Bedürfnisses der Grund für viele Männer, eine Mehrehe einzugehen. Dabei berücksichtigten sie seiner Meinung nach nicht die ihnen von der Scharia auferlegten Pflichten. Ihm zufolge waren Männer meistens nicht imstande, alle ihre Ehefrauen gerecht zu behandeln, weshalb er die Meinung vertrat, dass man nur eine Frau heiraten dürfe.

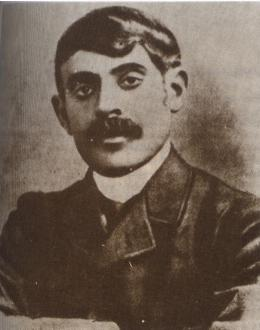
Qāsim Amīn

Qāsim Amīn (gest. 1908), der mit Muhammad ʿAbduh in Verbindung stand, verfasste 1899 sein Buch Taḥrīr al-marʾa („Die Befreiung der Frau“). Darin kritisierte er die Polygamie scharf und bezeichnete sie als eine Geringschätzung der Frau. Er wies die Argumente der Befürworter der Polygamie zurück und äußerte Verständnis nur in Fällen, die er als absolute Notwendigkeit betrachtete, wie etwa wenn die Frau an einer Krankheit litt, die den ehelichen Geschlechtsverkehr verhinderte, der für Amīn als eine eheliche Pflicht galt. In solchen Fällen hielt er es allerdings für besser, wenn der Ehemann die neue Situation seiner Frau akzeptierte, anstatt eine weitere Ehe einzugehen. Eine weitere Notwendigkeit sah er dann, wenn die erste Ehefrau unfruchtbar war und der Mann trotzdem den Wunsch auf Nachkommenschaft hatte. In diesem Fall sollte jedoch der Mann seine Ehefrau fragen, ob sie bei ihm bleiben oder sich scheiden lassen wollte, bevor er eine weitere Ehe eingeht. Er fügte hinzu, dass sich die Einordnung der Polygamie innerhalb der fünf Verpflichtungskategorien je nach gesellschaftlichen Veränderungen von erlaubt zu verpönt oder verboten ändern könne. Amīn war der Auffassung, dass es der Regierung zustehe, die Polygamie aufgrund des bestehenden Unrechts zu verbieten.

### Die ägyptische Frauenbewegung und der Reformausschuss von 1926

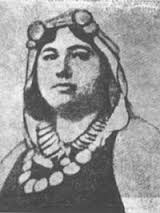
Malak Hifnī Nāsif

Malak Hifnī Nāsif (gest. 1918) schrieb einen Artikel mit dem Titel Taʿaddud az-zauǧāt („die Polygynie“), der zusammen mit anderen Artikeln, die sie zwischen 1908 und 1910 in der Zeitung al-Ǧarīda unter dem Kolumnentitel an-Nisāʾīyāt („Frauenangelegenheiten“) publizierte, in einem Buch im Jahre 1910 veröffentlicht wurde. In dem Artikel thematisierte sie die Probleme, die die zweite Ehe für die erste Ehefrau und ihre Kinder verursacht, sowie die Probleme, die oft vom Ehemann übersehen wurden, bevor er eine andere bzw. zweite Frau heiratete. Sie argumentierte, dass aufgrund dieser Probleme, es oft besser für die Frau sei, sich scheiden zu lassen, wenn das Zusammenleben zwischen ihr und ihrem Ehemann untragbar werde, anstatt die zweite Ehe des Ehemanns zu dulden. Sie betonte auch, dass die Urbanisierung und Bildung dazu beigetragen hätten, dieses Phänomen zu reduzieren. Im Jahr 1911 fand der erste ägyptische Kongress zur Diskussion nationaler Reformen in Ägypten statt. Ägyptische Frauen waren dort nicht vertreten, was Nāsif erboste. Sie schrieb daraufhin eine Proklamation, die Vorschläge und eine Liste von Forderungen nach Frauenrechten enthielt. Darunter befand sich der Vorschlag, Polygynie ohne triftigen Grund einzuschränken und sie von der Zustimmung eines Richters abhängig zu machen.

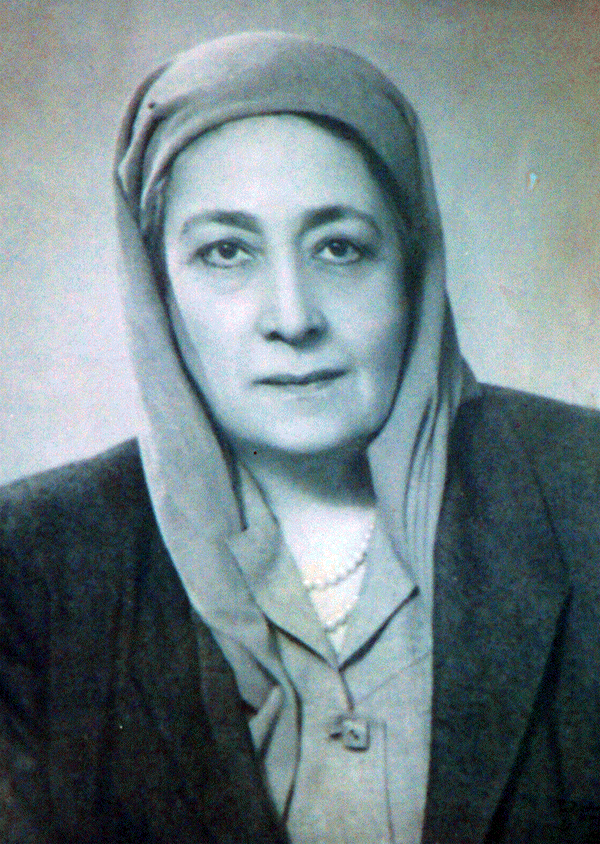
Hudā Schaʿrāwī

Als Gründerin der Ägyptischen Feministischen Union und Vertreterin der ägyptischen Frauen nahm Hudā Schaʿrāwī (gest. 1947) im Jahr 1923 an der neunten Konferenz der International Alliance of Women in Rom teil. In ihrer Rede vor den Teilnehmerinnen erwähnte sie die Forderungen nach einer Reform der Gesetze, die die ägyptischen Frauen betrafen. Dazu gehörte auch die Abschaffung der Polygamie.
Als Reaktion auf die Forderungen zur Reform des Familienrechts wurde im Jahr 1926 ein Ausschuss gebildet, um Vorschläge zur Gesetzesänderung im Rahmen der vier sunnitische Rechtsschulen zu erarbeiten. Zu den Gesetzvorschlägen des Ausschusses gehörte die Einschränkung der Polygamie in der Weise, dass die Rechtsgültigkeit der Eheschließung eines verheirateten Mannes an die Genehmigung eines Richters gebunden wurde. Der Ehemann sollte in diesem Fall seine Fähigkeit nachweisen müssen, seine Ehefrauen finanziell zu versorgen, und auch sie alle gerecht zu behandeln. Diese Änderungsvorschläge führten zu vielen Diskussionen. Als im Jahr 1929 das Gesetz Nr. 25 verabschiedet wurde, enthielt das neue Gesetz den Gesetzvorschlag zur Einschränkung der Polygamie nicht, weil er auf Anweisung von König Fuād (reg. 1917–1936) nicht aufgenommen wurde. Teilweise lag das daran, dass man der Polygamie, die unter Bauern verbreitet war, einen positiven Einfluss auf die Geburtenrate und die Wirtschaft zusprach.

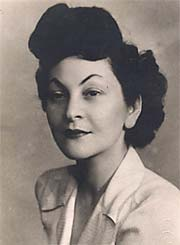
Durrīya Schafīq

In ihrem Buch al-Marʾa al-Miṣrīya min al-farāʿina ilā al-yaum („Die ägyptische Frau von den Pharaonen bis heute“) dokumentierte Durrīya Schafīq (gest. 1975) die Versuche der Frauenbewegung in Ägypten zur Forderung der Frauenrechte und zur Rechtsreform. Sie widmete ein ganzes Kapitel den Frauenrechten im Islam. Dort erklärte sie, dass der Islam eine positive Haltung gegenüber Frauenrechten einnehme, und diskutierte auch die Frage der Polygamie und präsentierte die traditionelle unterstützende Ansicht sowie die von Abduh, die sie als zeitgemäß erachtete.

### Die Debatte um den Gesetzentwurf von 1943 zur Einschränkung der Polygynie
Das Ministerium für Soziales legte im Jahr 1943 erneut einen Gesetzentwurf zur Einschränkung der Polygamie vor, der eine Genehmigung der Eheschließung durch einen Richter vorsah. Der ägyptische Jurist Abū Zahra (gest. 1974), der sich zu diesem Gesetzesentwurf äußerte, meinte, dass es für einen Richter sehr schwierig sei zu bestimmen, ob die Bedingung, allen Ehefrauen gegenüber gerecht zu sein, durch den Ehemann erfüllt werden könnte. Insbesondere sei im Gesetzentwurf nicht festgelegt, wie der Richter dies feststellen solle. Abū Zahra schloss daraus, dass der Entwurf möglicherweise darauf abzielte, die Beweislast für die Fähigkeit zur gerechten Behandlung aller Ehefrauen auf den Ehemann zu legen. Er meinte, dass Männer, die eine weitere Ehe eingehen wollen, möglicherweise aufgrund der enormen Schwierigkeiten nicht in der Lage wären, dies zu beweisen. Dies führe zur vollständigen Abschaffung der Polygamie und sei das eigentliche Ziel des Gesetzentwurfs. Er erhob in seiner Argumentation gegen diesen Gesetzentwurf den Einwand, dass Polygamie nicht durch Gesetzgebung eingeschränkt oder verboten werden dürfe, und äußerte die Auffassung, dass die sozialen Probleme, die aus der Polygamie resultieren, am effektivsten durch Aufklärung und Verbesserungen des Lebensstandards der Menschen gelöst werden könnten. Unter Bezugnahme auf die Motive, die von den Befürwortern des Gesetzentwurfs vorgebracht wurden, dass Männer aufgrund sexueller Bedürfnisse zur Polygamie getrieben würden, argumentiert Abū Zahra, dass ein gesetzliches Verbot zu einer Zunahme von außerehelichen Beziehungen führen würde. Dies wiederum würde zu noch mehr Problemen führen, die vermieden werden müssten.
Umgekehrt lehnte der Richter und ehemalige Justizminister (1925) ʿAbd al-ʿAzīz Fahmī (gest. 1951), den Gesetzesentwurf ab, weil er ihm nicht weit genug ging. In einem Gespräch mit dem Dramatiker Durrīnī Chaschaba, das die vom Ministerium für Soziales herausgegebene Zeitung al-Muǧtamaʿ al-ǧadīd („Die neue Gesellschaft“) veröffentlichte, forderte er die ägyptische Regierung auf, ein Gesetz zu erlassen, welches die Polygamie vollständig verbietet, anstatt sie nur einzuschränken. Dabei führte er auch koranische Argumente an. Dazu gehörte z. B. sein Argument, dass Männer, die Polygamie anstreben, in Sure 4:3 satirisch angesprochen seien. Zudem drücke der Koranvers 4:129 deutlich aus, dass Gerechtigkeit bzw. gerechte Behandlung aller Ehefrauen unmöglich sei. Denn in diesem Vers sei die Partikel lan verwendet worden, die eine dauerhafte Negation der Unmöglichkeit einer gerechten Behandlung zum Ausdruck bringe. Da seine Aufforderung zum gesetzlichen Verbot der Polygamie auf Kritik stieß, verfasste Fahmī einen umfassenden Artikel, in dem er mit Belegen aus dem Koran und der Sunna seine Meinung untermauerte. Dieser wurde im Jahr 1947 in dem Magazin aṯ-Ṯaqāfa veröffentlicht.
Im Rahmen der Debatte über die Einschränkung der Polygynie führte Chaschaba noch ein weiteres Interview mit dem damaligen Präsidenten der Akademie der arabischen Sprache (Kairo), Ahmad Lutfī as-Saiyid (gest. 1963). as-Saiyid unterstützte den geplanten Gesetzesentwurf nicht, weil er die Polygynie als eine Ruchsa betrachtete, die eine soziale Funktion habe und nicht durch ein Gesetz aufgehoben werden sollte, weil dies einen negativen Einfluss auf die Menschen haben würde, insofern als ihnen damit signalisiert würde, dass ihre Vorfahren im Unrecht gewesen seien, solche Praktiken ausgeübt zu haben. Nach as-Saiyids Ansicht war die Polygamie bereits so stark im Rückgang begriffen, dass ein gesetzliches Verbot oder Einschränkung nicht nötig wäre.

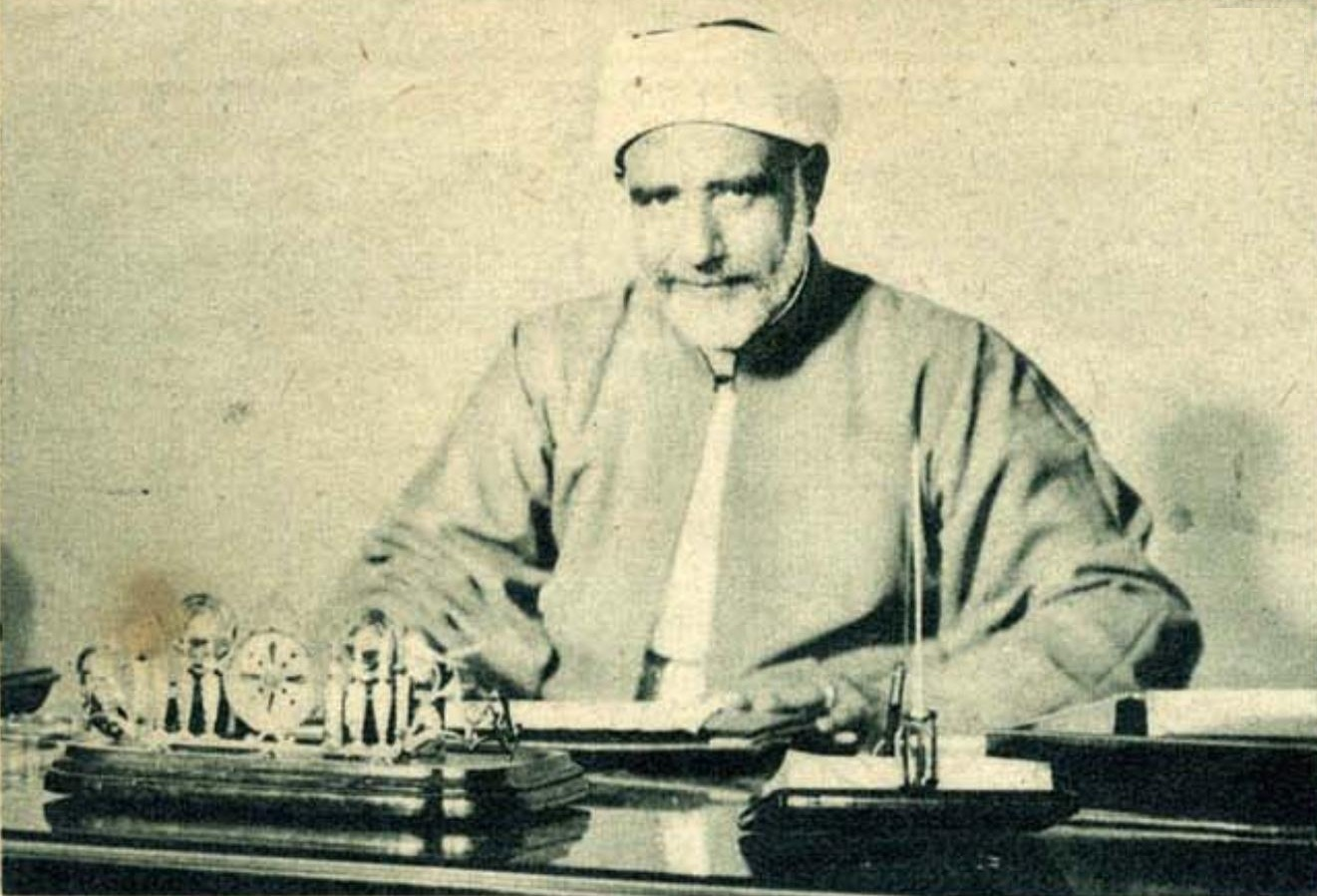
Muhammad Mustafā al-Marāghī

Der ehemalige Scheich der Azhar, Muhammad Mustafā al-Marāghī (gest. 1945), der an der Konzipierung dieses Gesetzesentwurfs beteiligt war, zog später seine Unterstützung für das Gesetz zur Einschränkung der Polygamie zurück. In einem Brief an den Minister für Soziales erklärte er, dass die potenziellen sozialen Probleme, die sich aus der Umsetzung des Gesetzes ergeben könnten, schwerwiegender seien als diejenigen, die durch die Polygynie entstehen könnten. Aus diesem Grund kam er zu dem Schluss, dass das Gesetz nicht in Kraft gesetzt werden sollte.
Der Azhar-Gelehrte, ʿAbd al-Mutaʿāl as-Saʿīdī (gest. 1966), veröffentlichte in dem Magazin ar-Risāla einen Artikel mit dem Titel Naʿam namlik taḥrīm taʿaddud az-zauǧāt („Ja, wir haben die Befugnis, die Polygynie zu verbieten“). In diesem Artikel erklärte er, dass die Polygynie zwar erlaubt, aber nicht wünschenswert sei. Er meinte, dass die Schäden, welche diese Praxis verursacht, größer seien als deren Vorteile, weswegen der Gesetzgeber sie verbieten müsse. Nachdem an seinem Artikel Kritik geübt wurde, schrieb er einen weiteren Artikel mit demselben Titel, in dem er seine Ansicht näher erläuterte. Seiner Ansicht nach kann der Herrscher (walī al-amr) eine erlaubte Handlung für verboten erklären. Er stützte sich dabei auf Sure 4:59  sowie auf das Konzept der Maṣlaḥa (des allgemeinen und öffentlichen Wohls), von der das Erlaubte abhängig sei. Sollte diese Maṣlaḥa nicht mehr gewährleistet werden kann, könne eine erlaubte Handlung für verboten erklärt werden, so as-Saʿīdī.

### Spätere Familienrechtsreformen
Auch wenn der Gesetzesentwurf von 1943 erfolglos blieb, wurde die Polygamie-Praxis in Ägypten seitens der Regierung weiter kritisiert. Dies spiegelte sich in Filmen wider, die zwischen 1950 und 1970 veröffentlicht wurden und das Thema der Polygynie deutlich thematisierten. Die Polygynie wurde in diesen Filmen als falsch sowie als Hindernis für gesellschaftlichen Fortschritt dargestellt.
Nach intensiven Debatten über die Polygyniefrage blieben auch die Reformversuche, die in den Jahren 1953 und 1960 unternommen wurden, nicht erfolgreich darin, das Familienrecht zu ändern bzw. die Polygynie durch das Gesetz einzuschränken. Dies geschah, weil sie auf starken Widerstand von Gelehrten der Azhar trafen. Diese religiöse Autorität, die die Azhar in Ägypten hat, beruht nach Bachar auf dem Grundsatz, dass Islam die Staatsreligion sei. In ihrer zweiten Konferenz im Jahr 1965 verabschiedete die Akademie für islamische Untersuchungen, die der Azhar angegliedert ist, eine Resolution, die besagt, dass die Polygynie gemäß dem Koran erlaubt sei und nur durch die im Koran genannten Bedingungen eingeschränkt werden dürfe. Die Erfüllung der einschränkenden Bedingungen obliege der Einschätzung des Ehemannes, der keine Gerichtsgenehmigung brauche, um eine polygame Ehe einzugehen. Diese Resolution hatte einen erheblichen Einfluss auf den Verlauf der Debatte über die Änderung des Familienrechts zur Polygynie.
Im Jahr 1979 wurde das ägyptische Familienrecht durch ein Präsidialdekret, bekannt als Jehans Gesetz, geändert. Gemäß diesem Dekret hat die Ehefrau das Recht, die Scheidung zu beantragen, wenn ihr Ehemann eine weitere Frau heiratet. Dieses Recht steht ihr zu, auch wenn es nicht im Ehevertrag stipuliert wurde. Das ägyptische Verfassungsgericht erklärte jedoch im Jahr 1985 dieses Dekret für verfassungswidrig. Im Jahr 2000 wurde das Familienrecht erneut geändert. Laut dieser Änderung ist ein Ehevertrag erst dann rechtsgültig und kann notariell beurkundet werden, wenn der Ehemann seinen Familienstand darin angibt. Name bzw. Namen seiner anderen Ehefrau(en) werden in diesem neuen Ehevertrag verzeichnet. Ein Auszug aus dem Eheregister muss an die aktuelle(n) Ehefrau(en) gesandt werden. Diese Änderung zielt darauf ab, dass Ehefrauen, deren Ehemänner weitere Ehen eingehen, darüber informiert werden. Die erste Ehefrau kann in diesem Fall innerhalb eines Jahres die Scheidung wegen materiellen oder moralischen Schadens einreichen.

### Die Position al-Tayyibs zur Polygynie

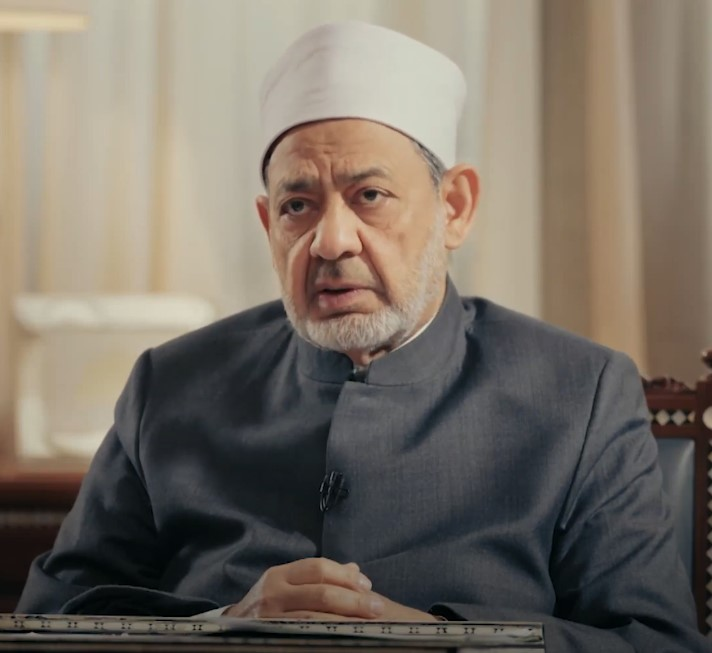
Ahmad al-Tayyib, Scheich der Azhar seit 2010

Seit 2016 äußerte der Scheich der Azhar Ahmad al-Tayyib mehrfach seine Meinung zur Polygynie. Zum Beispiel erklärte er im Jahr 2016 während seiner Rede auf der ersten Konferenz des Generalsekretariats für Fatwa-Ämter weltweit, dass die Polygynie zu einem Chaos geworden sei. Zudem sei Zinā in dieser Hinsicht weniger schädlich als das Unrechttun gegenüber der ersten Ehefrau. Das bedeutet, so erklärte er, dass in dem Fall, dass ein Mann feststellt, dass er seine Ehefrau nicht gerecht behandeln kann, er die Ehe nicht eingehen soll, auch wenn die Gefahr besteht, Zinā zu begehen. 2019 erklärte al-Tayyib in einem Fernsehprogramm, dass die Polygynie Unrecht gegenüber Frauen und Kindern darstelle, ihre Zulässigkeit häufig missverstanden worden sei, und sie weit entfernt von dem sei, was in Koran stehe.
Die offizielle Azhar-Zeitung Ṣaut al-Azhar veröffentlichte im Jahr 2022 ein Sonderheft, das sich den Ansichten von al-Tayyib zu 14 Frauenthemen widmete. In diesem Heft wurde seine Position zur Polygyniefrage dargestellt. Seiner Ansicht nach gilt prinzipiell, dass ein Mann nur eine Frau heiraten soll. Ebenfalls habe der Koranvers 4:3 das Thema „ungerechte Behandlung der Waisen“ als Kontext, in dessen Rahmen dieser ausgelegt werden müsse.
Im April 2023 veröffentlichte Ṣaut al-Azhar wieder die Ansichten al-Tayyibs zu Frauenfragen, die er in einer Fernsehsendung im Ramadan desselben Jahres zum Ausdruck brachte. Zur Polygynie-Frage betonte er, nicht zu den Verfechtern des Verbots von Polygynie zu gehören. Die Erlaubnis zur Polygynie sei notwendig, unterliege aber bestimmten Bedingungen, zu denen vor allem die Gewährleistung von Gerechtigkeit zwischen allen Ehefrauen gehöre. Er forderte außerdem dazu auf, die Thematik der Polygamie neu zu überdenken und die entsprechenden Koranverse in ihrem Kontext zu verstehen und auszulegen. Dabei solle die potenzielle gesellschaftliche Beeinträchtigung berücksichtigt werden, denn die Polygamie bringe oft eine „Geringschätzung der Frau“ mit sich.

## Weibliche Stimmen zur Polygynie-Frage

### Die Position von Haifaa A. Jawad
Die an der University of Birmingham tätige Haifaa Jawad ist der Ansicht, dass einige Muslime den erlaubten Gebrauch der Polygamie missbrauchen und sich nicht an die vom Koran auferlegten Bedingungen halten. Ihrer Auffassung nach schadet dieser Missbrauch nicht nur der Familie, die aus dieser polygamen Ehe entsteht, sondern auch der ganzen Gesellschaft. Für Jawad fällt die Polygamie im Islam unter die Kategorie des Erlaubten (al-mubāḥ). Der Islam hat ihr zufolge die Praxis der Polygamie aber nicht gefördert, sondern stattdessen eingeschränkt und schwere Bedingungen dafür festgelegt. Als Ergebnis dessen vertritt sie die Meinung, dass die Ausübung der Polygamie niemals unreguliert bleiben soll. Es sei eine Aufgabe des Staates, einzugreifen, um die Frau vor dem Missbrauch dieser Erlaubnis zu schützen. Auf der anderen Seite betont Jawad, dass Frauen eine Schlüsselrolle dabei spielen, das Phänomen der Polygamie einzudämmen. Dies geschieht, so setzt sie fort, indem Frauen sich weigern, eine zweite, dritte oder vierte Ehefrau zu sein. Es sei ebenfalls wichtig, Frauen über ihre Rechte aufzuklären, denn je mehr sie sich ihrer Rechte bewusst seien und je höher ihr Bildungsstand steige, desto unabhängiger würden sie finanziell von Männern, was dazu beitragen werde, dass dieses Phänomen allmählich verschwinde.

### Die Position von Amina Wadud

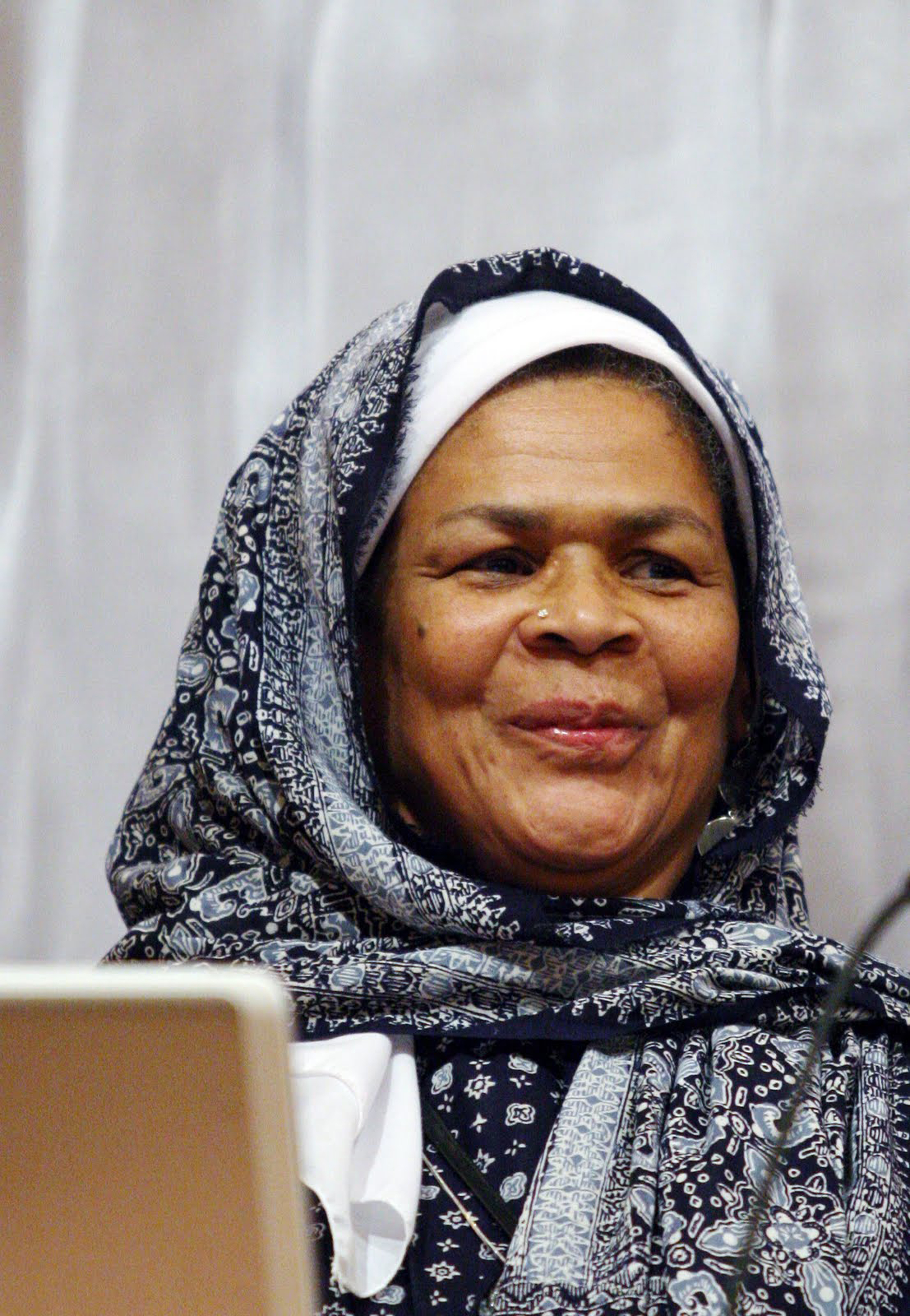
Amina Wadud

Ein besonderes Merkmal der Auseinandersetzung Amina Waduds mit dem Polygamie-Thema ist die Berücksichtigung des historischen Kontexts und die gesellschaftlichen und sozialen Umstände der Zeit des Propheten. Wadud meint, dass Töchter auf ihre Väter finanziell angewiesen gewesen seien und Frauen auf ihre Ehemänner. Diesen ökonomischen Aspekt müsse man bei der Diskussion über die Polygamie im Islam berücksichtigen. Ihrer Auslegung nach steht das Konzept der gerechten Behandlung zwischen allen Ehefrauen oder den Halbwaisen im Mittelpunkt des Koranverses. Wadud ist deswegen der Auffassung, dass die Begründung der Polygamie unter den muslimischen Koranexegeten nicht mehr zeitgemäß ist. Ihrer Ansicht nach wurde bei der Gesetzänderung bzw. Abschaffung der Polygamie in islamischen Ländern, in denen die Polygynie zurzeit als verfassungswidrig gilt, sowohl die gesamte koranische Perspektive auf die Ehe als auch eine moderne islamische Betrachtungsweise berücksichtigt.

### Die Position von Sedigheh Vasmaghi
Die iranische Frauenrechtlerin Sedigheh Vasmaghi betont, wie einige Gegner der Polygamie in der Moderne, dass der Islam die Polygamie nicht eingeführt, sondern eingeschränkt habe. Nach ihrem Verständnis hat der Koran sogar zur Ehe mit nur einer Frau ermutigt. Wer die Bedingungen, die in den Koranversen zur Polygamie festgelegt sind, nicht beachtet und weitere Ehen eingeht, begehe damit eine religiös verbotene Ungerechtigkeit. Sie weist darauf hin, dass der Adressat in diesem Vers Männer sind, die fürchten, nicht Männer, die sicher sind, dass sie ihre Frauen nicht gerecht behandeln. Dies dient für sie als Beweis dafür, dass Männer abgehalten werden, polygame Ehen einzugehen. Sie bezeichnet Ehen, die Männer eingehen, die ungerechte Behandlung aller Ehefrauen fürchten, als verboten. Solch eine Ehe stelle sogar einen Wegbereiter für weitere Ungerechtigkeiten dar. Vasmaghi schlussfolgert, dass bei genauer Betrachtung des Kontextes des Verses Polygamie als verpönt betrachtet wird. Die Erwähnung von Sklavinnen, die damals weniger Rechte gehabt hätten, als Alternative zur Heirat im letzten Teil des Koranverses stelle klar, dass allein die Furcht vor ungerechter Behandlung der Ehefrauen die Heirat von vornherein verhindern soll.
Zudem weist Vasmaghi auf die sozialen Umstände auf der Arabischen Halbinsel hin, unter denen der Vers zur Polygamie offenbart wurde. Sie betont, wie unterschiedlich dies von der aktuellen sozialen Situation der Familien sei, insbesondere im Iran. Sie merkt an, dass die Frauen damals weit weniger Rechte gehabt hätten als die Männer, die eigenständig über das Schicksal ihrer Familien entscheiden konnten. Dies, so Vasmaghi, ist angesichts der modernen Familiensituation im Iran nicht mehr angemessen. Die Entscheidung eines Ehemannes, eine weitere Frau zu heiraten, habe einen maßgeblichen Einfluss auf die gesamte Familie, weshalb eine solche Entscheidung nicht allein in den Händen des Ehemanns liegen solle. Vasmaghi beschreibt die traditionelle Definition von gerechter Behandlung, welche Rechtsgelehrten darauf reduziert hätten, dass ein Ehemann nur zwischen seinen Ehefrauen gerecht sein müsse, hauptsächlich in Bezug auf die Anzahl der Nächte, die er bei jeder von ihnen verbringen soll, als primitiv und lehnt sie vollständig ab. Sie stellt fest, dass das moderne Familienrecht im Iran nicht wesentlich von der traditionellen Rechtsprechung abweiche. Nach traditionellem Verständnis der Geschlechterrollen in der islamischen Jurisprudenz hätten Ehemänner, so meint sie, das absolute Entscheidungsrecht in der Familie. Die Zustimmung der Ehefrau als Bedingung für die Eingehung einer weiteren Ehe werde als ungültig angesehen. Obwohl iranischen Familienrecht die Zustimmung der Ehefrau als nötige Bedingung für eine weitere Ehe stehe, sei es Männern in der Praxis trotzdem möglich, ohne solche Zustimmung weitere Frauen zu heiraten.
Vasmaghi ist der Ansicht, dass das Phänomen der Polygamie weiterhin bestehen wird, solange das iranische Familienrecht von der traditionellen Jurisprudenz in frauenrelevante Rechtsangelegenheiten beeinflusst ist und auch solange einige Menschen noch zwischen der Scharia und dem Gesetz unterscheiden und ihre Handlungen als richtig gemäß der Scharia betrachten, selbst wenn sie nicht mit dem Gesetz vereinbar sind. Sie fügt hinzu, dass der Begriff „Gerechtigkeit“ bzw. „gerechte Behandlung“ im Vers 4:3 darauf abziele, das Wohl aller Familienmitglieder zu berücksichtigen, sowohl auf sozialer als auch auf psychologischer Ebene. Sie empfiehlt daher die Einführung eines Gesetzes, das die Polygamie einschränkt, um den Schaden zu begrenzen, der Frauen und Kindern und letztlich auch der Gesellschaft zugefügt wird. Mit diesem Gesetz solle die monogame Ehe die Norm werden.

### Die Position von Asma Barlas
Asma Barlas weist in ihrer Auseinandersetzung mit dem Thema Polygynie zunächst auf Fälle der frühislamischen Zeit hin, in denen Frauen bzw. Witwen und Waisen durch den Tod ihrer Ehemänner oder Väter im Kampf ihren Schutz verloren hatten und eine ungerechte Behandlung erfuhren. In diese Situation hinein seien die Verse 1–6 in Sure 4 herabgesandt worden, durch die die Polygynie nur mit weiblichen Halbwaisen erlaubt wurde. Denn das Ziel der Zulässigkeit der Polygynie war Barlas´ Ansicht nach, die soziale Gerechtigkeit der weiblichen Halbwaisen zu garantieren.
Korankommentare, in denen das Wort an-nisāʾ in Sure 4:3 als „andere Frauen“ ausgelegt wird, bezeichnet Barlas als patriarchalisch. Solche Interpretationen seien deshalb problematisch, weil somit Männer andere Frauen heiraten würden, die eigentlich keinen Schutz bräuchten. Dieser Schutz ist Barlas´ Ansicht nach der wahre Rechtsgrund für die Erlaubnis der Polygynie. Des Weiteren vertritt sie die Auffassung, dass die Verse 1–6 in Sure 4 keine Grundlage für Polygynie seien. Es sei dem Mann empfohlen, nur eine einzige Frau zu heiraten, denn er werde aller Wahrscheinlichkeit nach nur eine vorziehen und sich gegenüber allen Ehefrauen nicht gerecht verhalten können, was durch Sure 4:129 sowie Sure 33:4  bestätigt werde.